# Мутаххартен
Захиреддин Мутаххартен (перс. ظهیرالدین مطهرتن‎) или Тахартен, Тахиртен (перс. طهرتن‎) — эмир Эрзинджана с 1379 до 1403/04 года.
Мутаххартен был племянником Эретна-бея. В течение своего правления Мутаххартен отстаивал независимость эмирата и боролся с более сильными соперниками. В 1379—1398 годах его самым сильным противником был Кади Бурханеддин. Причиной конфликта между ними были земли Эретнаогуллары. После смерти Кади Бурханеддина в 1398 году Мутаххартен столкнулся с османским султаном Баязидом I, который напал на эмират Эрзинджан с юга и запада, захватил Сивас и отнял Малатью и Дивриги у мамлюков. В 1401 году Баязид захватил Эрзинджан и пленил Мутаххартена. Хотя он вскоре отпустил эмира, но продолжал удерживать в заложниках его семью. Мутаххартен был вынужден бежать к Тамерлану, в армии которого он находился в битве при Анкаре.
После победы над Баязидом Тамерлан вернул Мутаххартену бейлик, но эмир скончался вскоре после этого.

## Биография

### Происхождение и семья
Азиз бин Ардашир Астарабади называл Мутаххартена родственником Эретны-бея, который, по словам Абдаллаха ибн-Али Кашани, был уйгуром. Османские хроники также указывали на родственные связи Мутаххартена и Эретны и уточняли, что Мутаххартен был сыном брата Эретны, хотя и не называли имени этого брата. Историки считают несомненным, что Мутаххартен был племянником Эретны. Х. Хусамеддин, автор «Истории Амасьи», утверждал, что отца Мутаххартена звали Бурак, но не указывал источников;  Д. Узул утверждал, что Астарабади называл отца Мутаххартена Бурак-бей, однако в хрониках ничего не говорится о таком брате Эретны.
Османские хронисты — Ашикпашазаде, Нешри, Орудж-бей, Хадиди, Ахмеди, Шюкрулла, Энвери, Саадеддин, Кемальпашазаде — упоминали, что Мутаххартен был татарского происхождения. Историк Яшар Юджель полагал, что такое мнение у них сложилось из-за тесных отношений Мутаххартена и Тамерлана.
У Мутаххартена были брат по имени Пир Мехмед и сестра, выданная замуж за вассала Мутаххартена, эмира Коюльхисара Зюннуна, позднее казнённого Мутаххартеном. В этом браке был сын Шах Али — племянник Мутаххартена. Возможно, Мутаххартен имел родственную связь не только с Эретнидами, но и с Кади Бурханеддином, поскольку Абдаллах ибн-Али Кашани утверждал, что сестра Эретны-бея была матерью Кади Бурханеддина.
По мнению Г. Р. Ремера, Мутаххартен может быть искажённой формой лакаба Мутаххар ад-Дин (Чистота государства, Благородство государства), османский историк Хадиди называл его Тахир ад-Дин.

### Начало правления
Некий Айна-бей правил в Эрзинджане в 1348 году и признавал суверенитет Эретны. О происхождении Айны-бея и его появлении в городе писал лишь Азиз бин Ардашир Астарабади, который утверждал, что Айна-бей купил Эрзинджан и поселился в нём. Деятельность Айны-бея описана у Михаила Панарета в «Трапезундской хронике». Айна-бей подчинялся Эретне до смерти последнего в феврале 1352 года, а после этого отделился и основал эмират, в который входили Эрзурум и Байбурт. Согласно «Tarih-i Takvim», Айна-бей умер в июле 1362 года. После него Эрзинджаном правил Пир Хусейн, который до того правил Коюльхисаром. В «Tarih-i Takvim» Пир Хусейн назван «эмирзаде» (сын эмира) сразу после слов о смерти Айны-бея, поэтому Пир Хусейн мог быть его сыном. Именно Пир Хусейн добился независимости эмирата Эрзинджан. После смерти Пир Хусейна во второй половине 1379 года эмиром Эрзинджана стал Мутаххартен.
Он начал чеканить монеты, его имя стало читаться в хутбе. Летом 1379 года знать бейлика Эретнидов оказала давление на правителя бейлика Алаэддина Али, чтобы тот объявил войну Мутаххартену. Визирь Эретнидов Кади Бурханеддин выступал против немедленной кампании, но Али начал поход на Эрзинджан. Мутаххартен отправил посольство в Сивас, с сообщением, что он готов передать контроль над Эрзинджаном, но переговоры не дали результатов и произошло кровопролитное сражение. Мутаххартен потерпел поражение и отступил, но он не желал подчиняться Эретнидам и обратился за помощью к бею Дулкадирогуллары Халилу, и бею племенного союза Ак-Коюнлу Фахреддину Кутлугу, которые отправили в Эрзинджан большую армию. Военачальник Эретнидов Джунейд, которому было поручено перехватить эти подкрепления, был разгромлен и попал в плен. Эретниды понесли крупные потери, и армия Алаэддина Али отступила в Сивас.  Это подняло боевой дух войск Мутаххартена. По приказу Мутаххартена его вассал, эмир Эрзурума Орду-шах, арестовал бабушку Алаэддина Али, вдову Эретны-бея Исфахан Шах-хатун, которая возвращалась в Сивас из Багдада. Хотя в конечном итоге её освободили, это усилило вражду между Мутаххартеном и Эретнидами.

### Война с Кади Бурханеддином
Вассал Эретнидов эмир Амасьи Хаджи Шадгельды Кутлушахоглу объявил о своей независимости. Это вызвало конфликт между ним и визирем Эретнидов Кади Бурханеддином. После смерти Алаэддина Али от чумы в Казабаде (пригород Токата) в 1380 году народный совет хотел назначить Бурханеддина наибом (регентом, представителем, заместителем; араб. نائب‎) Мухаммеда, семилетнего сына Алаэддина Али, но Бурханеддин отказался, и в итоге наибом стал потомок сельджукских султанов Кылыч-Арслан, женившийся на вдове Алаэддина Али. Многие были этим недовольны и считали, что Бурханеддин был бы лучшим правителем. Это беспокоило Кылыч-Арслана, он решил устранить соперника, но Кади Бурханеддин узнал о заговоре и успел убить врага первым. Это произошло 19 февраля 1381 года. Народное собрание поддержало кади и назначило его наибом.
Приход к власти Кади Бурханеддина и его стремление восстановить власть над регионом побудили Мутаххартена заключить союзы с соперниками Кади Бурханеддина, такими, как Хаджи Шадгельды. Также Мутаххартен наладил дружеские отношения с несколькими вассалами Бурханеддина — Меликом Ахмадом из Карахисара и Зюннуном из Коюльхисара. Отношения с Зюннуном были укреплены браком последнего с сестрой Мутаххартена. Пока Хаджи Шадгельды осаждал Токат (город Хаджимирогуллары), Мутаххартен и Зюннун вторглись во владения Бурханеддина, но все они были побеждены им.
Мутаххартен отправил к Бурханеддину эмира Тугрула в качестве посланника и потребовал, чтобы Бурханеддин вернул трон сыну Алаэддина Али и оставался лишь визирем. Тем самым Мутаххартен как родственник претендовал на роль опекуна малолетнего Алаэддина Али. Кади Бурханеддин отпустил на этот раз посольство, но когда Мутаххартен отправил Тугрула с теми же требованием снова, арестовал посланника. Мутаххартен извинился перед Кади Бурханеддином, обещая не воевать против Сиваса, и Кади Бурханеддин освободил Тугрула. Осенью 1381 года Кади Бурханеддин победил правителя Амасьи Хаджи Шадгельды. Его имя прочли в хутбе в Сивасе, он послал вестников к султанам и эмирам в Анатолии, Сирии и Ираке, объявив о своём воцарении. Голову Хаджи Шадгельды он отправил Мутаххартену в Эрзинджан как предупреждение.
Мутаххартен отправился в очередной поход на Сивас в союзе с Таджеддином, сыном Хаджи Шадгельды Ахмедом и другими беями региона (Кубадоглу, Ташаноглу, Иналоглу, Кёпекоглу, Гёзлероглу). По словам Астарабади, летом-весной 1382 года союзник Мутаххартена Бабукоглу Али (вождь татарского племени, служивший Караманоглу Алаеддину) начал набеги на Сивас при содействии «монгольского племени Барамбай». К весне 1383 года преобладание силы Бурханеддина в регионе стало бесспорным, среди его противников начался конфликт. Подозревая своего зятя и бывшего союзника Зюннуна в нелояльности, Мутаххартен пленил, а затем казнил его. Это привело к тому, что множество воинов Зюннуна бежали к Бурханеддину. Бурханеддин сосредоточил против Мутаххартена свои силы на востоке. К этому моменту последний получил помощь от Ак-Коюнлу Ахмеда-бея. В 1384 году Бурханеддин разрушил часть Эрзинджана, но не смог захватить город из-за надвигающейся зимы. Он возвратился в Сивас и договорился с Мутаххартеном о мире. Оба согласились признать суверенитет друг друга и воздержаться от вмешательства во внутренние дела друг друга. Мутаххартен также обязался отправлять военную помощь Кади Бурханеддину.

### Тамерлан
В конце 1386 года Тамерлан оккупировал западный Иран и в начале 1387 года разбил лагерь в Карабахе. Мутаххартен отправил свою семью в Карахисар под защиту бывшего правителя города Мелика Ахмада, а жители Эрзинджана покинули свои дома. Когда посланники Тамерлана прибыли в Эрзинджан, Мутаххартен согласился подчиниться ему. После обмена дарами Тамерлан признал Мутаххартена эмиром и оставил ему его владения.
Через некоторое время Тамерлан вернулся в Иран. Зимой 1387/88 года Мутаххартен использовал против Бурханеддина туркменов Кара-Коюнлу, укрывшихся на его территории. В это время Бурханеддин воевал с эмирами на севере (Махмуд Челеби Таджеддиноглу и Сулейман-бей Хаджимироглу). Узнав о походе Мутаххартена на Сивас, Бурханеддин вернулся в город. Поскольку Мутаххартен не хотел напрямую сталкиваться с Бурханеддином, он остановил кампанию (возможно, из-за ухода туркменов Кара-Коюнлу). Весной 1388 года посол от мамлюкского регента Малатьи Минташа, приехал в Сивас, чтобы предложить союз против султана Баркука. Он застал Кади Бурханеддина в процессе подготовки к покорению Мутаххартена. В 1387 году Кади Бурханеддин писал Тамерлану, но Мутаххартен перехватил ответное письмо и отправил его Баркуку, сообщив, что Бурханеддин — друг и союзник Тамерлана.
В 1388 году Мутаххартен заключил против Кади Бурханеддина союз, в который вошли Ахмед Кутлушах, Джунейд Кубадоглу и Сулейман Хаджимироглу. После смерти Фахреддина Кутлуг-бея и восшествия на престол его сына Ахмеда Мутаххартен разорвал союз с Ак-Коюнлу. После поражения и разграбления Ахмедом и Кади Бурханеддином Эрзинджана он обратился за помощью к Кара Мухаммеду из Кара-Коюнлу. В апреле 1389 года Кара Мухаммед умер, его сын Кара-Юсуф заключил союз с Мутаххартеном для нападения на Кара Юлук Османа, однако в битве при Эндрисе Кара Юсуф был взят в плен, а Мутаххартен бежал и с трудом добрался до Эрзинджана. Тем не менее он снова двинулся на территорию Ак-Коюнлу. Войско Мутаххартена стояло на правом берегу Мурат-су у Гюлюскерда, войско Кара Юлука — на левом. Правитель Ак-Коюнлу Ахмед предлагал Мутаххартену, являвшимся его зятем, мир, но брат Ахмеда, Кара Юлук, сразился с Мутаххартеном и победил его.
Узнав об экспедиции Тамерлана в 1393—1394 годах, Мутаххартен подтвердил ему свою преданность. Когда Тамерлан осадил крепость Авник, эмир сопровождал его на поле боя и был послом Тамерлана к правителю города. Астарабади назвал его действия в этот период трусливыми. По его словам, Мутаххартен вообще прекратил управлять своим регионом, «поцеловал стремя Тамерлана», изменил имя на монетах и в хутбе со своего на имя Тамерлана и попытался спровоцировать того на вторжение во всю Анатолию и Сирию. 
В отместку за службу Мутаххартена Тамерлану, Бурханеддин захватил принадлежавшие Мутаххартену крепости, называемые в источниках Эздебир, Сис и Буртулуш. Однако, когда он отправился в Сивас, оставленные им в этих крепостях гарнизоны сдались Мутаххартену. При поддержке бея Ак-Коюнлу Ахмеда Бурханеддин в течение целого месяца опустошал область Эрзинджана, после чего передал территорию вокруг Байбурта Ак-Коюнлу. 27 октября 1395 года Мутаххартен столкнулся с Бурханеддином в Пулуре. Хотя Мутаххартен вышел победителем, Бурханеддин преследовал Мутаххартена, пока не был убит Кара Юлуком 14 июля 1398 года.

### Отношения с Трапезундом и христианами
Начиная с 1379 года эмират Эрзинджан был единственным соседом Трапезундской империи за исключением эмирата Хаджимирогуллары и кочевников чепни в районе долины реки Харшит. Согласно «Книге Диярбакыра», Мутаххартен наложил харадж на Трапезунд. Вероятно, Трапезунд зависел от Эрзинджана в вопросах безопасности и торговли. В хрониках трапезундского историка Михаила Панарета 1380-90-х годов нет никаких упоминаний о столкновениях с турками, кроме похода императора Алексея III на чепни. Брак Мутаххартена с дочерью императора был платой за защиту, которую эмир ему предоставил .
Около 1400 года мусульмане из Эрзинджана, преимущественно христианского города, пожаловались Тамерлану, что Мутаххартен лучше относится к христианам. Тамерлан вызвал Мутаххартена, и тот подтвердил, что благоволит христианам. Он пояснил, что это из-за торговли, которую они ведут. В ответ Тамерлан приказал, чтобы «священник Греческой церкви, считавшийся главой среди христиан» принял ислам. Священник отказался и Тамерлан приказал полностью уничтожить христиан Эрзинджана. Мутаххартен умолял его о пощаде и отдал Тамерлану 9000 асперов за жизни христиан. Люди были пощажены, но все церкви в городе снесли.

### Конфликт между Баязидом и Тамерланом
Р. Шукуров утверждал, что османский султан Баязид I аннексировал Сивас в 1398 году и потребовал, чтобы Мутаххартен принял его сюзеренитет. Но Мутаххартен обратился к Тамерлану, который захватил Сивас в августе-сентябре 1400 года. В ответ в 1401 году Баязид захватил Эрзинджан и пленил Мутаххартена и его «домашних», как писал Низамуддин Шами в «Зафар-наме». Править городом Баязид поставил Кара Юсуфа, бея Кара-Коюнлу, который с 1397/98 года вместе с отцом Мехмедом служил османскому султану. Но Кара Юсуф правил в Эрзинджане всего 16 дней, поскольку недовольные им жители потребовали от султана вернуть им бывшего бея. Баязид вернул Эрзинджан Мутаххартену, но семью эмира увёз заложниками в Бурсу, дальнейшая её судьба неизвестна.
Мутаххартен  выступил в качестве посредника между османами и Тамерланом. По словам Шарафеддина Язди, эмир отправил к Тамерлану Шах Али (Шейх Али), сына своей сестры, с сообщением, что в Эрзинджан прибыл от султана человек с просьбой примирить его с Тамерланом. Якобы, султан обещал в благодарность вернуть Мутаххартену его детей. Тамерлан через посла передал султану: «Верните нам семью Тахартена и пришлите к нам его сына», но Баязид не удовлетворил требование Тамерлана.
Клавихо назвал причиной битвы при Анкаре действия Мутаххартена: «причиной того, почему Тамурбек и Турок поссорились друг с другом и начали воевать, был именно этот Заратан». Мутаххартен принял участие в анатолийской кампании Тамерлана и участвовал в битве при Анкаре в правом фланге армии Тамерлана. В 1403 году после битвы  Тамерлан вернул Мутаххартену управление городом.

### Смерть
Мутаххартен умер по различным утверждениям в конце 1403 года или до 1404 года. Хадиди утверждал, что захоронение Мутаххартена находилось в деревне Эрдене (в 30 км от центра Эрзинджана).
Мутаххартен был известен как доблестный воин.

## Семья
Абу-Бакр Тихрани утверждал, что Мутаххартен был женат на дочери Ак-Коюнлу Ахмеда-бея, а Клавихо сообщал, что Мутаххартен женился на дочери императора Трапезунда. А. Брайер полагал, что это была дочь Алексея III Великого Комнина.
По утверждению Низамуддина Шами у Мутаххартена был сын. Согласно Нешри, у Мутаххартена была дочь. Шарафеддин Язди утверждал, что «его [Мутаххартена] детей [Баязид] отправил в Наваха и Бурсу». По сообщению Клавихо, у эмира не осталось детей от жены (у него не было выживших мужских потомков), но он перед смертью назвал своим сыном некоего человека по имени Питалибет и оставил ему Эрзинджан. Его племянник, Шах Али (сын его сестры) претендовал на наследование. Тамерлан велел схватить Шах Али и отправить в Самарканд, а править Эрзинджаном оставил «сына» Мутаххартена (назначил туркмена по имени Юсуф Али).
В источниках (Абу-Бакр Тихрани, Хасан-бек Румлу) упоминаются внуки Мутаххартена Шейх Хасан и Яр Али-бей. Последний правил Эрзинджаном и защищал его, когда город осаждал Кара Юлук Осман. Согласно Р. Шукурову, Яр Али правил в период, начавшийся между 1403—1410 и окончившийся между 1420—1425 годами.

## Комментарии
1. ↑  Дж. Кучук утверждал, что Мутаххартен стал вали Эрзинджана в 1360 году[25]. По мнению Д. Питчера, Эретна-бей получил Эрзинджан и другие города на востоке в 1343 году в результате битвы при Каранбюке[26] (между Сивасом и Эрзинджаном). В этой битве сошлись армии Эретны и Чобанида Кучука Хасана, поддержанного ильханом Сулейманом. Эретна победил в битве[27][28], ему досталась большая добыча[28]. Но Питчер не указал, когда  Эрзинджан отделился от Эретны[26]